# Delaware River Port Authority

Drapeau de la Delaware River Port Authority.

logotype

La Delaware River Port Authority (DRPA) est une organisation gouvernementale gérée par l'État du New Jersey et le Commonwealth de Pennsylvanie, aux États-Unis. Elle dirige plusieurs infrastructures liées au transport dont quatre ponts traversant le Delaware (Commodore Barry Bridge, Walt Whitman Bridge, Benjamin Franklin Bridge et Betsy Ross Bridge) et une ligne de chemin de fer, la Port Authority Transit Corporation (PATCO).